# 볼드윈 스펜서
원스톤 볼드윈 스펜서(영어: Winston Baldwin Spencer, 1948년 10월 8일~)는 2004년부터 2014년까지 제3대 앤티가 바부다의 총리를 지낸 앤티가 바부다의 정치인이다. 2004년 총선에서 야당인 통합진보당이 승리하면서 앤티가 바부다의 총리가 되었다. 이듬해 2005년부터는 외무장관을 겸임하였다. 2014년 총선에서 앤티가 바부다 노동당에 패한 후 총리와 외무장관직에서 모두 물러났다.

## 같이 보기
- 레스터 버드
- 베레 버드
- 앤티가 바부다의 총리